# Vogelsdorf
Vogelsdorf is een plaats en voormalige gemeente in de Duitse deelstaat Saksen-Anhalt, en maakt deel uit van de Landkreis Harz.

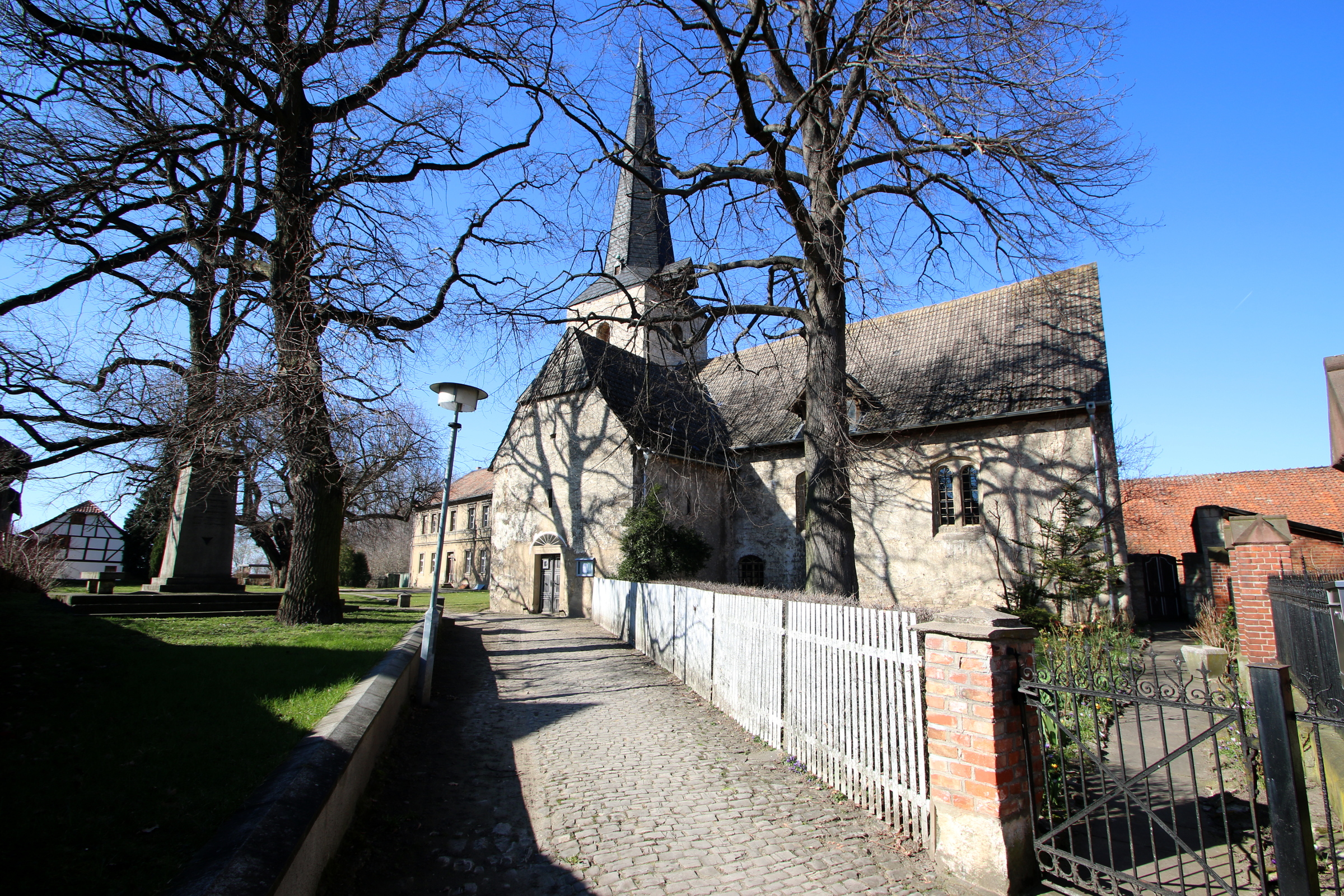
Kerk

Vogelsdorf telt 412 inwoners.